# يوم ذات الأثل
يوم ذات الأثل وهو من أيام العرب في العصر الجاهلي قبل الإسلام وكان بين بني أسد وبني سليم.
وكان من خبره أن صخر بن عمرو بن الشريد السُّلمي أغار على بني أسد بن خزيمة وأخذ إبلهم، فأتى الصريخ بني أسد فلحقوا به وأدركوه بذات الأثل وهو موضع بين بلاد بني أسد وبني سليم، وأقتتلوا قتالاً شديداً، فحمل ربيعة بن ثورٍ الأسدي على صخر بن عمرو السَّلمي وطعنه بالرمح في جنبه، وفات بنو سليمٍ بالغنيمة، ومرض صخر بن عمرو من الطعنه ولم يمضي عليه الحول إلى ومات منها، فقالت أخته الخنساء ترثيه:
وقال ترثيه أيضاً: